# Староруська операція
Староруська операція — невдала наступальна операція радянських військ Північно-Західного фронту, яка була складовою частиною операції «Полярна Зірка», проведена з 4 по 19 березня 1943 з метою розгрому німецької групи армій «Північ».
У період з 15 по 28 лютого 1943 радянський Північно-Західний фронт вів бойові дії проти Дем'янського угруповання в ході другої Дем'янської наступальної операції. Війська Червоної армії не змогли знищити Дем'янське угруповання. Незважаючи на майже повний крах першої частини стратегічного наступу радянських військ на північному фланзі німецько-радянської війни, представник Ставки ВГК маршал Радянського Союзу Г. К. Жуков віддав наказ на продовження наступальних дій в районі озера Ільмень. Під час цього наступу військові частини радянської армії були істотно ослаблені і виснажені, а щільність угруповання противника виросла в рази. Більш того, війська Вермахту, спромоглися утримати «Рамушевський коридор», а також не допустити оточення своїх військ.
4 березня 1943 розпочався другий етап операції «Полярна зірка», що отримав найменування «Староруська наступальна операція». Наступ радянських військ проводився у вкрай несприятливих погодних умовах; невдалим був і сам замисел операції — повторний наступ на тих же напрямках без засобів посилення. Очікуючи на відновлення радянського наступу, війська Вермахту значно посилили свої оборонні рубежі під Старою Русою.
Наступ радянських військ з першого дня розвивалося невдало, просування військ було мінімальним і становило від 10 до 15 кілометрів, війська зазнавали великих втрат, й спромоглися вийти лише на ближні підступи до Старої Руси.
Водночас, наступ призупинився через необхідність термінового перегрупування військ: зі складу ударного угруповання вилучалися найбільш боєздатні війська, які негайно відправлялися на харківський напрямок, де події набули загрозливого характеру для радянських військ. Відновлення радянського наступу тепер вже силами однієї піхоти тим більше не призвело до успіху. Використовуючи потужні оборонні укріплення і більш якісну підготовку своїх військ, противник вдало відбивав усі радянські атаки. До 19 березня радянські війська просунулися місцями тільки на 5 кілометрів, вийшовши на наступний оборонний рубіж німецьких військ по річці Редья.
Завершальним днем операції вважається 19 березня 1943. Проте за іншими даними, вирішальні атаки безпосередньо на Стару Русу проводилися також 20 і 22 березня. І тільки після їх остаточного провалу фронт перейшов до оборони.

## Відео
- Старорусская операция 1944 года. Репортаж Ногинское ТВ